# Kopanina (Pulečný)
Kopanina je malá vesnice, část obce Pulečný v okrese Jablonec nad Nisou. Nachází se asi 2 kilometry jižně od Pulečného, pod vrcholem Kopanina (657 m) v Ještědsko-kozákovském hřbetu. Kopanina leží v katastrálním území Pulečný o výměře 6 km².

## Historie
První písemná zmínka o vesnici pochází z roku 1615.